# 居吉斯格拉特山
46°43′21″N 7°47′41″E / 46.7224°N 7.79484°E

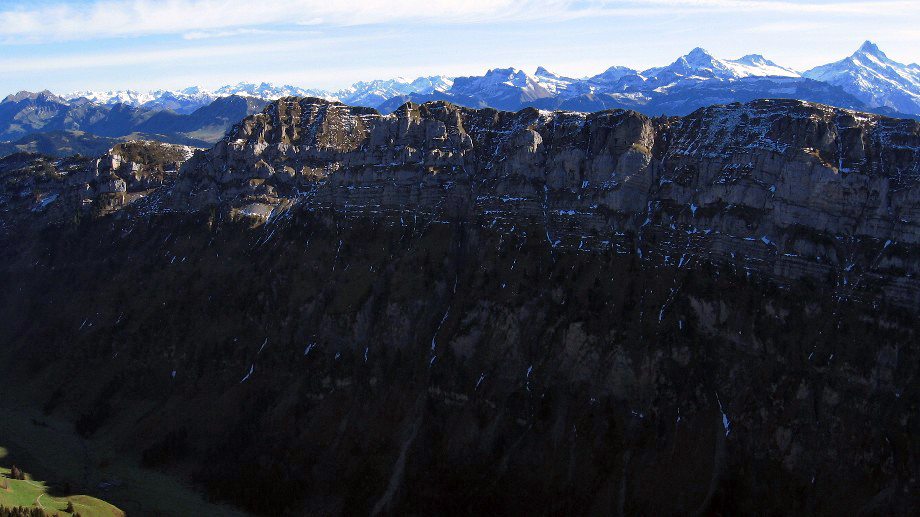

居吉斯格拉特山（Güggisgrat），是瑞士的山峰，位於該國中部，由伯恩州負責管轄，屬於埃默河谷山的一部分，距離霍甘特峰9公里，海拔高度2,063米，每年平均降雨量1,703毫米。